# Maria Popistașu
Maria Popistașu, née le 21 janvier 1980 à Bucarest, est une actrice de cinéma roumaine.

## Filmographie
- 2004 : Gunpowder, Treason & Plot (TV) : Lady Marie
- 2004 : Sex Traffic (TV) : Vara Vișinescu
- 2005 : Crash Test Dummies : Ana
- 2006 : Legături bolnăvicioase (Love Sick) : Kiki
- 2007 : Pas sérieux s'abstenir (Man zkt vrouw) : Alina
- 2008 : Midnight Man Episode TV : Kirsta
- 2008 : La deuxième femme (Die zweite Frau) : Irina
- 2010 : Einmal im Herbst... : Maria
- 2010 : Mardi, après Noël (Marți, după Crăciun) : Raluca
- 2011 : Das Blaue vom Himmel : Dace Kalnins
- 2021 : ‘Întregalde’ : Maria